# Kwiatówka
Kwiatówka este o arie protejată (sit de importanță comunitară — SCI) din Polonia întinsă pe o suprafață de 47,02 ha, integral pe uscat.

## Localizare
Centrul sitului Kwiatówka este situat la coordonatele 50°28′25″N 20°09′56″E / 50.4737°N 20.1656°E.

## Înființare
Situl Kwiatówka a fost declarat sit de importanță comunitară în octombrie 2009 pentru a proteja 1 specie de plante.

## Biodiversitate
Situată în ecoregiunea continentală, aria protejată conține 2 habitate naturale: Păduri de stejar și carpen Galio-Carpinetum, Păduri stepice euro-siberiene cu Quercus spp..
La baza desemnării sitului se află o specie protejată de  plante: clopțelul cu frunze de crin (Adenophora lilifolia).